# 六浦駅
六浦駅（むつうらえき）は、神奈川県横浜市金沢区六浦五丁目にある、京浜急行電鉄逗子線の駅。横浜市で最も南に位置する駅である。駅番号はKK51。

## 歴史
- 1943年（昭和18年）2月15日 - 東京急行電鉄（大東急）の海軍関係者専用駅として、六浦荘仮駅の名称で現在地より500m逗子寄りに開設。
- 1948年（昭和23年）6月1日 - 京浜急行電鉄の駅となる。
- 1949年（昭和24年）3月1日 - 六浦駅として現在地に移転開業。当時は地上駅だった。
- 1970年（昭和45年）7月 - 橋上化工事完成に伴い、橋上駅舎供用開始。
- 1999年（平成11年）7月31日 - 白紙ダイヤ改正により、京急蒲田 - 新逗子間の急行を廃止。
- 2010年（平成22年）5月16日 - ダイヤ改正により新設されたエアポート急行の停車駅となる。
- 2011年（平成23年）10月 - 駅前後に移線器を設置し狭軌車両走行位置を変更。ホーム拡張[1]。

## 駅構造
有効長8両編成分の相対式ホーム2面2線を有する地上駅。ホームとコンコースの間には車椅子利用に対応したエスカレーターとエレベーターがそれぞれ上下1基ずつ設置されている。神武寺寄りに橋上駅舎を有し、線路の北側に西口、南側に東口が設けられており、それぞれの出口とコンコースの間を連絡するエレベーター（各1基）が設置されている。
有人駅で、自動改札機・自動券売機（2台）・自動精算機が設置されている。改札内にトイレがあり、オストメイトに対応した多機能トイレもある。
上り線は総合車両製作所横浜事業所から東日本旅客鉄道（JR東日本）横須賀線逗子駅までの回送列車を通すため、1435mmと1067mmのゲージがある三線軌条となっている。
以前は、三線軌条の共通レールがホーム寄りの側であったため（ホームの写真も参照）、内側の1067mmゲージの中央がホームに寄っており、そちらを通過する回送列車の車両がホームに接触しないよう、上り線ホームは線路から通常より大きく離れていた。そのため、1435mmゲージ側を走る京急の営業電車では、停車車両とホームの間に27cmもの隙間が生じ危険であり、下りホームの下に上りホームで列車を待つ乗客に対する注意喚起表示が設置され、列車内でも車掌が注意喚起を行っていた。その後、高齢者、障害者等の移動等の円滑化の促進に関する法律（バリアフリー新法）にも抵触する恐れがある事から、2011年10月に、当駅の前後に移線器を設置し、共通レールをホームと反対側にする線路工事が行われた。同時にホーム改良工事により隙間は8cmに縮められ、乗降時の危険は解消された。

### のりば
| 番線 | 路線   | 方向 | 行先           |
| ---- | ------ | ---- | -------------- |
| 1    | 逗子線 | 下り | 逗子・葉山方面 |
| 2    | 逗子線 | 上り | 横浜・品川方面 |

## 利用状況
横浜市統計書によると2022年度の1日平均乗降人員は13,680人（乗車人員：6,893人、降車人員：6,787人）である。
2024年度の1日平均乗降人員は14,212人であり、京急線全72駅中48位。
近年の1日平均乗降人員と乗車人員の推移は下表の通り。
| 年度               | 1日平均 乗降人員 | 1日平均 乗車人員 | 出典     |
| ------------------ | ---------------- | ---------------- | -------- |
| 1980年（昭和55年） |                  | 7,375            |          |
| 1981年（昭和56年） |                  | 7,553            |          |
| 1982年（昭和57年） |                  | 7,611            |          |
| 1983年（昭和58年） |                  | 7,765            |          |
| 1984年（昭和59年） |                  | 7,879            |          |
| 1985年（昭和60年） |                  | 8,055            |          |
| 1986年（昭和61年） |                  | 8,307            |          |
| 1987年（昭和62年） |                  | 8,743            |          |
| 1988年（昭和63年） |                  | 9,378            |          |
| 1989年（平成元年） |                  | 9,699            |          |
| 1990年（平成02年） |                  | 10,145           |          |
| 1991年（平成03年） |                  | 10,505           |          |
| 1992年（平成04年） |                  | 10,532           |          |
| 1993年（平成05年） |                  | 10,748           |          |
| 1994年（平成06年） |                  | 10,740           |          |
| 1995年（平成07年） |                  | 10,743           | [ * 1 ]  |
| 1996年（平成08年） |                  | 10,425           |          |
| 1997年（平成09年） |                  | 10,202           |          |
| 1998年（平成10年） |                  | 10,159           | [ * 2 ]  |
| 1999年（平成11年） |                  | 9,890            | [ * 3 ]  |
| 2000年（平成12年） | 19,647           | 9,746            | [ * 3 ]  |
| 2001年（平成13年） | 19,443           | 9,644            | [ * 4 ]  |
| 2002年（平成14年） | 19,080           | 9,465            | [ * 5 ]  |
| 2003年（平成15年） | 18,799           | 9,318            | [ * 6 ]  |
| 2004年（平成16年） | 18,485           | 9,157            | [ * 7 ]  |
| 2005年（平成17年） | 18,271           | 9,067            | [ * 8 ]  |
| 2006年（平成18年） | 18,191           | 8,942            | [ * 9 ]  |
| 2007年（平成19年） | 17,776           | 8,768            | [ * 10 ] |
| 2008年（平成20年） | 17,126           | 8,557            | [ * 11 ] |
| 2009年（平成21年） | 16,775           | 8,372            | [ * 12 ] |
| 2010年（平成22年） | 16,523           | 8,245            | [ * 13 ] |
| 2011年（平成23年） | 16,271           | 8,111            | [ * 14 ] |
| 2012年（平成24年） | 16,268           | 8,117            | [ * 15 ] |
| 2013年（平成25年） | 16,519           | 8,245            | [ * 16 ] |
| 2014年（平成26年） | 16,182           | 8,068            | [ * 17 ] |
| 2015年（平成27年） | 16,235           | 8,085            | [ * 18 ] |
| 2016年（平成28年） | 16,242           | 8,102            | [ * 19 ] |
| 2017年（平成29年） | 16,260           | 8,117            | [ * 20 ] |
| 2018年（平成30年） | 16,188           | 8,073            | [ * 21 ] |
| 2019年（令和元年） | 15,934           | 7,935            | [ * 22 ] |
| 2020年（令和02年） | 12,255           | 6,120            |          |
| 2021年（令和03年） | 12,908           |                  |          |
| 2022年（令和04年） | 13,794           |                  |          |
| 2023年（令和05年） | 14,230           |                  |          |
| 2024年（令和06年） | 14,212           |                  |          |

## 駅周辺
周囲には住宅地が広がる。駅周辺は道路幅員が狭く、タクシー乗り場も設置されていない。駅の西側で逗子線は横浜横須賀道路の高架をくぐっている。
- 六浦駅前郵便局
- 横浜市金沢消防署六浦出張所
- ヨークフーズ 六浦店
- 光傳寺 - 徒歩20分

## バス路線
東口の六浦南公園前に設置されている「六浦駅」が最寄りバス停である。全路線京浜急行バスによる運行。発着する路線の詳細は、京浜急行バス追浜営業所を参照。
六浦駅
- 六1 - 六浦駅循環
- 六2 - エステシティ3号棟行
- 六4 - 六浦南五丁目行

## 隣の駅
京浜急行電鉄
 逗子線
■特急・■急行・■普通
金沢八景駅 (KK50) - 六浦駅 (KK51) - 神武寺駅 (KK52)